# 西舞鶴
西舞鶴（にしまいづる）は、現在の舞鶴市の西部地区を指す。1936年8月1日に舞鶴町が四所村、高野村、池内村、余内村、中筋村を編入，翌々年の1938年8月1日に市制を施行し、1943年5月27日に東舞鶴市と合併するまでの舞鶴市に相当し、旧舞鶴市とも呼ばれる。
愛宕山を望む田辺城（舞鶴城）の城下町である旧舞鶴市区域に、由良川川筋の加佐地区を合わせた舞鶴市の西半分を指す場合もある。

## 概要
東舞鶴とは異なり、江戸時代は田辺藩の城下町として舞鶴港や伊佐津川を中心に発展し、また近代は商業都市として発展した。かつては加佐郡の中心地であり、郡役所が置かれていた。旧田辺城の近辺には由緒ある社寺が多く残る。現在では、裁判所など国や京都府の出先機関が数多く立地しており、舞鶴警察署、日本海海洋気象センター（旧舞鶴海洋気象台）および第八管区海上保安本部がある。
また、倉谷工業団地には資生堂やキリンビバレッジなどの企業も操業中であり、現在は喜多工業団地への企業誘致に積極的に取り組んでいる。なお五老岳にある五老スカイタワーからは西舞鶴の街並みを展望することができる。

## 行政

### 歴代市長
| 代 | 氏名       | 就任                      | 退任                  | 備考           |
| -- | ---------- | ------------------------- | --------------------- | -------------- |
|    | 川北正太郎 | 1938年（昭和13年）8月     | 1938年（昭和13年）9月 | 市長臨時代表者 |
| 1  | 川北正太郎 | 1938年（昭和13年）9月10日 | 1942年（昭和17年）    |                |
| 2  | 水島彦一郎 | 1942年（昭和17年）        | 1943年（昭和18年）    | 廃止           |